# The End (EP)
The End é um EP e mini-álbum da banda britânica de heavy metal Black Sabbath.
Com faixas que não foram utilizadas das gravações do disco 13, a obra foi anunciada como o último trabalho da banda. E contém quatro músicas gravadas ao vivo, da turnê anterior, o álbum esta disponível para venda apenas nos shows da última turnê da banda a "The End Tour".
O projeto contém as participações de Brad Wilk, Tommy Clufetos e Adam Wakeman.

## Contexto
A banda gravou faixas no Shangri-La Studios, em Malibu, com o produtor Rick Rubin durante as sessões do 13, seu décimo nono álbum. Embora o Sabbath estivesse planejando uma continuação para 13, o álbum acabou sendo descartado. O guitarrista Tony Iommi disse havia escrito "um monte de riffs" para o LP abandonado, mas o baixista "Geezer (Butler) não queria fazer outro álbum". O vocalista Ozzy Osbourne também expressou que não queria gravar outro álbum, dizendo: "Se fizéssemos um álbum antes da turnê, levaríamos três ou quatro anos para concluir o álbum".

## Lançamento
O EP foi planejado para ser promovido com a turnê The End, estando disponível para compra apenas nos shows ao vivo. A arte da capa do disco foi criada pelo fundador e artista da OBEY, Shepard Fairey. The End ficou em 20º lugar na lista dos melhores álbuns de metal de 2016 da Rolling Stone.

## Faixas
Letras escritas por Geezer Butler. Músicas compostas por Tony Iommi, Ozzy Osbourne e Butler, exceto "Under the Sun" composta por Bll Ward, Tony Iommi, Ozzy Osbourne e Geezer Butler.
| N.º            | Título                                                    | Duração |  |
| 1.             | "Season of the Dead"                                      | 7:22    |  |
| 2.             | "Cry All Night"                                           | 6:59    |  |
| 3.             | "Take Me Home"                                            | 4:58    |  |
| 4.             | "Isolated Man"                                            | 5:32    |  |
| 5.             | "God Is Dead?" (Live Sydney, Australia 4/27/13)           | 8:57    |  |
| 6.             | "Under the Sun" (Live Auckland, New Zealand 4/20/13)      | 4:37    |  |
| 7.             | "End of the Beginning" (Live Hamilton, ON Canada 4/11/14) | 8:10    |  |
| 8.             | "Age of Reason" (Live Hamilton, ON Canada 4/11/14)        | 7:46    |  |
| Duração total: | Duração total:                                            | 54:18   |  |

## Ficha técnica
Banda
- Ozzy Osbourne – vocal
- Tony Iommi – guitarra
- Geezer Butler – baixo

Músicos convidados
- Brad Wilk – bateria (faixas 1 a 4)
- Tommy Clufetos – bateria (faixas 5 a 8)
- Adam Wakeman – teclado (faixas 5 a 8)

Produção
- Rick Rubin – produtor
- Greg Fidelman – engenheiro de áudio
- Mike Exeter – engenheiro adicional
- Dana Nielsen – engenheiro adicional
- Andrew Scheps – mixagem
- Stephen Marcussen – masterização
- Stewart Whitmore – masterização